# 幸せなら手をたたこう
- 幸せなら手をたたこう
- しあわせなら手をたたこう[1][2]
- しあわせならてをたたこう[1]

「幸せなら手をたたこう」（しあわせならてをたたこう）は、アメリカ民謡を原曲とする日本語の歌。

## 日本語版
日本では1964年に坂本九が歌ってヒットした。童謡としても親しまれている。
作詞は早稲田大学人間科学部名誉教授の木村利人。元々は木村が学生時代フィリピンでボランティア活動をしていた際に原曲を耳にし、木村が帰国の途に着いた際に、旧約聖書の 詩篇47篇 を参考にして 詞をつけたものが元になっている。これが仲間内の愛唱歌として歌われていたのを偶然坂本九が耳にし、いずみたくの元にうろ覚えのまま持ち込み、それを元にいずみが採譜してレコード化、全国的にヒットすることとなった（なお、いずみはこの曲限定で「有田怜」というペンネームを使っている）。この時点では制作側では作詞者が分かっていなかったため当時のレコードには「作詞・作曲者不詳」と書かれており、後に木村が作詞者だと名乗り出たため、それ以来は木村の名が作詞者としてクレジットされている。
翌1965年の春には、第37回選抜高校野球大会の開会式入場行進曲にも使用された。2007年には文化庁が発表した日本の歌百選に選出されている。
この坂本九盤は、1965年5月までの1年間で70万枚を売り上げている。
この木村による日本語詞は1968年以後、何度か小学校の音楽教科書に掲載されている。作曲者が有田怜になっているものもある。
日本語詞は12番まで存在するが、坂本九のシングルレコードで歌われているのは6番まで（最後に1番を繰り返す）であり、その後も後半は省略して歌われることが多い。

### 収録曲
1. 幸せなら手をたたこう
2. 手のひらの唄

### この曲を歌唱した主な歌手
- ボニージャックス（キングレコード盤）
- ゴールデンカラーズ（ソノレコード発売のフォノシート『うたごえベストヒット曲集 幸せなら手をたたこう』収録）
- 皆川おさむ（日本語。1970年発売のLP『黒ネコのタンゴ／おさむと礼子』（フィリップス、規格品番：FS-8096）に収録）
- ドリーミング（1991年録音。初出は同年発売のCDアルバム『アンパンマンがえらんだこどものうた 〜おつかいありさん』）
- ジェリー・ソーレス（ビクター盤。英語）
- 速水けんたろう（日本語。2003年発売DVDアルバム『ワイワイキッズ♪ベスト おきにいりプラス』などに収録。編曲:鶴由雄）
- 羽生未来（日本語と英語。1998年発売のCDアルバム『ミクちゃんとうたってあそぼう よいこのあそびうた』ポニーキャニオンなどに収録。編曲:國吉美織）
- クリステル・チアリ、戸田ダリオ、渡辺かおり
- 由紀さおり、安田祥子（2002年のCDアルバム『歌・うた・唄 VOL.6 〜学園に歌は流れて〜』に「キャンプ・ソング・メドレー」の一曲として収録。2009年のCDアルバム『メモリアル100曲集〜由紀さおり 安田祥子童謡コンサート2000回記念〜』にも収録）
- サカモト児童合唱団
- 小鳩くるみ、東京放送児童合唱団（アルバム『幸せなら手をたたこう／くるみおねえさんとあそぼう』収録）
- 山野さと子、中右貴久、森の木児童合唱団
- 高瀬麻里子、竹内浩明、松野太紀、小松里歌（CDアルバム『かぞくみんなのファミリー・ソング ふぁみ・そん』収録）
- 今井ゆうぞう、はいだしょうこ（CDアルバム『NHKおかあさんといっしょ ファミリーコンサート ドキドキ!!みんなの宇宙旅行』収録）
- クインテット雑唱団
- ミルモ（小桜エツ子）、リルム（麻績村まゆ子）（CDアルバム『わがまま☆フェアリー ミルモでポン! フェアリーコンサート ～みんなで歌おう童謡まつり～』収録）
- エルモ（松本健太）、クッキーモンスター（菊地慧）、ビッグバード（鶴岡聡）（CDアルバム『HAHAHA! ～セサミストリートキャラクターソング』収録）
- 瀬川おんぷ（宍戸留美）、飛鳥ももこ（宮原永海）（PSソフト『キッズステーション おジャ魔女どれみドッカ〜ン!MAHO堂えいごフェスティバル』収録）

## 英語版
作詞者の木村利人によれば、この曲はスペインの民謡が元になっており、詩篇47篇から着想されたものであるという。英語ではいくつかの歌詞があるが、もっとも一般的なものは "If You're Happy and You Know It" である。

If you're happy and you know it, clap your hands. 

If you're happy and you know it, clap your hands. 

If you're happy and you know it, 

And you really want to show it, 

If you're happy and you know it, clap your hands. 

この節の後には通常、さらに同じパターンに沿った歌詞が3-4回続く。以下のように続くのが一般的である。

"If you're happy and you know it, stomp/stamp your feet!"、(幸せなら足を踏み鳴らそう！）

"If you're happy and you know it, shout/say 'hooray'!" および "shout/say 'amen'!"、（幸せなら「フレイ」「アーメン」と叫ぼう！）

"If you're happy and you know it, do all three!" および “do all four!"（幸せなら全部やろう！）

他のバージョンでは、"and you really want to show it "の代わりに "then your face will surely show it "とする傾向があり、"then you really ought to show it "という形も使われる。最初の3節には、以下のような多くのバリエーションが存在する。

"... stomp/stamp your feet!"
"... shout/say, 'Hooray'!"
"... do all three!/'Hooray'!"

"... slap your knees!"

"... slap your legs!"

"... turn around!"

"... snap your fingers!"

"... nod your head!"

"... tap your toe!"

"... honk your nose!"

"... pat your head!"

"... shout/say, 'We are'!"

"... stomp/stamp your feet!"

"... shout/say, 'Ha, ha'!"

"... shout/say, 'Amen'!"

"... do all three!"

"... do all four!"

## 編曲
- リズムに乗って手をたたこ! - 川田千春の編曲。『おもしろ変奏曲にアレンジ! 〜童謡唱歌〜』（ヤマハミュージックメディア）に掲載。

## 絵本
- 『しあわせならてをたたこう』

詞：きむらりひと、構成・絵：村上康成。ひさかたチャイルド、2017年。ISBN 978-4-86549-124-1。

## その他
- いずれも坂本九ゆかりの茨城県笠間市内にある、友部駅3.4.5番線、岩間駅1番線、笠間駅1番線の発車メロディとして使用されている。
- 2007年の保育士試験課題曲に取り上げられた[9]。
- さいたまダービーでは浦和レッズサポーターが試合前に「埼玉には浦和だけ 埼玉には浦和だけ 埼玉には浦和があればいい だから大宮イラネ」と大宮アルディージャを揶揄する歌を歌う[要出典]。
- 北海道日本ハムファイターズのホームゲーム（札幌ドーム、東京ドームなど）で相手投手がイニング途中で降板する場合に流される。
- 北朝鮮の軍歌「勝利の閲兵式」のメロディに使用されている。
- 上方落語家の笑福亭喬介、漫才師の昭和のいる・こいるが出囃子として使用している。
- アサヒ飲料「三ツ矢サイダー」「三ツ矢サイダー オールゼロ」のCM曲に使用されている（2011年- ）。サイダーの炭酸を“シュワシュワ”と表現、「シュワわせ（幸せなら～）」と歌詞を変えている。歌唱は山寺宏一。
- ハウス食品「麦茶」、富士フイルム「フジカラー写ルンです」、大東建託「いい部屋ネット」のCMで替え歌が使用されたことがある。なお2021年にも、ハウス食品グループ本社（ハウス食品から社名変更）のCMに替え歌が使用されている。
- 横浜FCでは「横浜なら手を叩こう」という題名でチャントが歌われている[10]。
- 青森県にある軽未使用車専門店「軽プラザ サンライズ」のCMで替え歌が使用されている。
- 写ルンですのCMで替え歌が使用されたことがある（CM NETWORKのCMソングメドレー「CM DISCO NOW〜唄って踊ってダイジョーV〜」の1曲としてCD化されている）。
- グリーンコープ生活協同組合ひろしまのCMで替え歌が使用されている。
- マンダムギャツビーのCMで替え歌が使用されたことがある。
- DCカードのCMで替え歌が使用されたことがある。
- IndeedのCMで替え歌が使用されている。
- トーヨータイヤのCMで替え歌が使用されたことがある。
- 2016年からセブン&アイ・ホールディングスの「イトーヨーカドーハッピーデー」のCMに替え歌が使用されている(2019年まで[11] と2020年では歌詞が異なる)。
- 2018年1月頃から翌月上旬までと、2019年10月現在、WOWOWのCMで替え歌が使用されている（後者はなぎら健壱がギターで弾き語り）。
- 2018年1月現在、京都中央信用金庫のCMで替え歌が使用されている。
- 2018年2月現在、愛眼の補聴器レンタルCM「試せるって安心」編で替え歌が使用されている。
- 2019年から、青森県の住宅建設会社・サイトーホームのCMで替え歌が使用されている。
- 2020年、同年7月1日から日本で実施される小売店においてのレジ袋原則有料化をPRするキャンペーン「みんなで減らそう レジ袋チャレンジ」のCMにおいて替え歌が使用されている[12]。
- この他にも全世界各国の様々な言語によるカバーバージョンが存在している。
- 2022年頃、鉄道系Youtuberの松井大空によって、同じく鉄道系Youtuberの虫虫探険隊をテーマとした替え歌、虫虫探険隊の歌が作られた。
- 2023年、ファンケルのナイシトールZのCMで替え歌が使用されている（主演…佐藤二朗）。
- 二次元キャラクタープロジェクトである「超人的シェアハウスストーリー『カリスマ』」が2024年4月24日にリリースしたアルバム『カリスマジャンボリー』に収録された楽曲「カリスマジャンボリー」（歌：七人のカリスマ）は、本楽曲を基に作られた。